# 属灵人
《属灵人》（The Spiritual Man）是倪柝声最重要的一本屬靈经典著作，写于1927年至1928年。当时倪柝声只有24岁，因为工作过分劳累，在1924年患了非常严重的肺病，有生命危险，他在给读者的公开信中说他“地上帐幕的绳栓已经动摇”，甚至几次传出他已经去世的谣言。他于是决定提前完成这本著作，作为“对教会最后的见证”。1927年，倪柝声在江苏无锡漕桥镇养病期间，花了4个月时间，在身体极度痛苦的状况下，完成了这本大部头著作。
该书共分10卷，分上、中、下三冊，1928年秋该书由上海福音书房出版。该书将人分为三部分—灵、魂、体，并且分别作了极其详尽的分析，随后又讨论魂与灵的分别；属肉体的基督徒；属魂的信徒；十字架主观的方面和圣灵的工作；属灵的人；属灵的争战。
第一卷灵魂体的总论的内容包括：灵与魂与身子、灵和魂、人的堕落、救法等；
第二卷肉体的内容包括肉体和救恩、属肉体的基督徒、十字架和圣灵、肉体的夸耀、信徒对待肉体最终的态度等；
第三卷魂的内容包括脱离的途径与魂的生命、属魂信徒的经历、属魂生活的危害、十字架与魂、属灵信徒与魂等；
第四卷灵的内容包括圣灵和信徒的灵、一个属灵的人、属灵的工作、祷告与争战等；
第五卷灵的分析－直觉交通和良心的内容包括直觉、交通、良心等；
第六卷随从灵而行的内容包括灵程的危机、灵的律法、心思助灵的原则、灵所当有的情形等；
第七卷魂的分析－（甲）情感的内容包括信徒与情感、爱情、欲好、感觉的生活、信心的生活等；
卷八　魂的分析─（乙）心思的内容包括战场的心思、心思被动的现状、拯救的法子、心思的定律等；
第九卷魂的分析─（丙）意志的内容包括信徒的意志、被动与被动的危险、信徒的误会、到自由之路等；
第十卷身体的内容包括信徒与他的身体、疾病、神为身体的生命、胜过死亡等。
在该书出版的第二年，使倪柝声受苦5年之久的严重肺病，竟然奇妙地不治而愈。倪柝声也为此作见证，这是他操练“因信而活”（《罗马书》第1章第17节）、“凭信而立”（《哥林多后书》第1章第24节）和“因信而行”，因此得了恩典的医治。
这本书出版以后，在基督徒中产生很大的反响，影响了许多基督徒的属灵生活。不过出了两版以后，倪柝声发现不少读者出现过分内省的情形，1939年，倪又发现，按照以弗所书六章，属灵争战不是个人的事，而是团体的事，必须藉着基督的身体，以团体的方式完成。后来这本书在中国大陆就没有再版。后来台湾福音书房认为这本书在属灵生命上对信徒很有帮助，又决定重印（ISBN：957-513-307-2）
由于《屬靈人》为三大冊的巨著，阅读不易，江守道编有《靈程指引──倪柝聲名著屬靈人撮要精選》，選輯其认为的精華部分，分为42課，由美國天糧書室出版。